# Віхоже
Віхоже (пол. Wichorze, нім. Wichorsee) — село в Польщі, у гміні Стольно Хелмінського повіту Куявсько-Поморського воєводства.
Населення — 95 осіб (2011).
У 1975-1998 роках село належало до Торунського воєводства.

## Демографія
Демографічна структура станом на 31 березня 2011 року:
|          | Загалом | Допрацездатний вік | Працездатний вік | Постпрацездатний вік |
| -------- | ------- | ------------------ | ---------------- | -------------------- |
| Чоловіки | 48      | 12                 | 34               | 2                    |
| Жінки    | 47      | 18                 | 27               | 2                    |
| Разом    | 95      | 30                 | 61               | 4                    |